# 建安镇 (东辽县)
建安镇，是中华人民共和国吉林省辽源市东辽县下辖的一个乡镇级行政单位。

## 行政区划
建安镇下辖以下地区：
新兴社区、安仁村、亮甲村、革新村、安义村、向荣村、育仁村、万英村、杨树村、忠实村、化川村、向化村、富水村、营厂村、大湾村、井福村、东壁村、安山村、金波村、香泉村、永胜村、力耕村、榆泉村和双山村。